# Lista över fornlämningar i Gotlands kommun (Fide)
Lista över fornlämningar i Gotlands kommun (Fide) är en förteckning av ett urval av de fornlämningar som finns i Fide i Gotlands kommun.
| Namn      | Lämningstyp                      | Tillkomsttid | Historisk indelning | Plats | Läge                 | ID-nr          | Bild                                      |
| --------- | -------------------------------- | ------------ | ------------------- | ----- | -------------------- | -------------- | ----------------------------------------- |
| Fide 1:1  | Stensättning                     |              | Fide, Gotland       |       | 57.089883, 18.308538 | 10091500010001 | Ladda upp en bild av detta fornminne      |
| Fide 2:1  | Stensättning                     |              | Fide, Gotland       |       | 57.090471, 18.315842 | 10091500020001 | Ladda upp en bild av detta fornminne      |
| Fide 3:1  | Gravfält                         |              | Fide, Gotland       |       | 57.099048, 18.306264 | 10091500030001 | Ladda upp en bild av detta fornminne      |
| Fide 4:1  | Hällristning                     |              | Fide, Gotland       |       | 57.094093, 18.303244 | 11100000000327 | Ladda upp en bild av detta fornminne      |
| Fide 5:1  | Husgrund, förhistorisk/medeltida |              | Fide, Gotland       |       | 57.091136, 18.330407 | 11000000000704 | Ladda upp en bild av detta fornminne      |
| Fide 5:2  | Husgrund, förhistorisk/medeltida |              | Fide, Gotland       |       | 57.091493, 18.330233 | 11000000000705 | Ladda upp en bild av detta fornminne      |
| Fide 6:1  | Hällristning                     |              | Fide, Gotland       |       | 57.060839, 18.326382 | 11100000000328 | Ladda upp en bild av detta fornminne      |
| Fide 7:1  | Hällristning                     |              | Fide, Gotland       |       | 57.056318, 18.311008 | 11100000000329 | Ladda upp en bild av detta fornminne      |
| Fide 8:1  | Hällristning                     |              | Fide, Gotland       |       | 57.082571, 18.338569 | 11100000000330 | Ladda upp en bild av detta fornminne      |
| Fide 9:1  | Hällristning                     |              | Fide, Gotland       |       | 57.082068, 18.341996 | 11100000000331 | Ladda upp en bild av detta fornminne      |
| Fide 11:1 | Hällristning                     |              | Fide, Gotland       |       | 57.081070, 18.312776 | 11100000000332 | Ladda upp en bild av detta fornminne      |
| Fide 12:1 | Stensättning                     |              | Fide, Gotland       |       | 57.082248, 18.302888 | 10091500120001 | Ladda upp en bild av detta fornminne      |
| Fide 13:1 | Husgrund, förhistorisk/medeltida |              | Fide, Gotland       |       | 57.080684, 18.308115 | 10091500130001 | Ladda upp en bild av detta fornminne      |
| Fide 15:1 | Hällristning                     |              | Fide, Gotland       |       | 57.071869, 18.301073 | 11100000000334 | Ladda upp en bild av detta fornminne      |
| Fide 15:3 | Hällristning                     |              | Fide, Gotland       |       | 57.071557, 18.301636 | 11100000000335 | Ladda upp en bild av detta fornminne      |
| Fide 16:1 | Hällristning                     |              | Fide, Gotland       |       | 57.082824, 18.345772 | 11100000000336 | Ladda upp en bild av detta fornminne      |
| Fide 17:1 | Husgrund, förhistorisk/medeltida |              | Fide, Gotland       |       | 57.073345, 18.308465 | 10091500170001 | Ladda upp en bild av detta fornminne      |
| Fide 18:1 | Gravfält                         |              | Fide, Gotland       |       | 57.097112, 18.308856 | 10091500180001 | Ladda upp en bild av detta fornminne      |
| Fide 19:1 | Husgrund, förhistorisk/medeltida |              | Fide, Gotland       |       | 57.078404, 18.315658 | 10091500190001 | Ladda upp en bild av detta fornminne      |
| Fide 20:1 | Stensättning                     |              | Fide, Gotland       |       | 57.058560, 18.326447 | 10091500200001 | Ladda upp en bild av detta fornminne      |
| Fide 27:1 | Hällristning                     |              | Fide, Gotland       |       | 57.073648, 18.306198 | 11100000000447 | Ladda upp en bild av detta fornminne      |
| Fide 30:1 | Gravfält                         |              | Fide, Gotland       |       | 57.094541, 18.302718 | 10091500300001 | Ladda upp en bild av detta fornminne      |
| Fide 32:1 | Gravfält                         |              | Fide, Gotland       |       | 57.099420, 18.309185 | 10091500320001 | Ladda upp en bild av detta fornminne      |
| Fide 32:2 | Stensättning                     |              | Fide, Gotland       |       | 57.099522, 18.309876 | 10091500320002 | Ladda upp en bild av detta fornminne      |
| Fide 32:3 | Stenkammargrav                   |              | Fide, Gotland       |       | 57.099247, 18.310140 | 10091500320003 | Ladda upp en bild av detta fornminne      |
| Fide 33:1 | Gravfält                         |              | Fide, Gotland       |       | 57.095672, 18.307939 | 10091500330001 | Ladda upp en bild av detta fornminne      |
| Fide 37:1 | Stensättning                     |              | Fide, Gotland       |       | 57.093298, 18.305447 | 10091500370001 | Ladda upp en bild av detta fornminne      |
| Fide 38:1 | Hög                              |              | Fide, Gotland       |       | 57.093710, 18.307276 | 10091500380001 | Ladda upp en bild av detta fornminne      |
| Fide 43:1 | Bildristning                     |              | Fide, Gotland       |       | 57.079563, 18.323152 | 10091500430001 | Ladda upp en till bild av detta fornminne |
| Fide 48:1 | Hällristning                     |              | Fide, Gotland       |       | 57.057161, 18.311379 | 11100000000448 | Ladda upp en bild av detta fornminne      |